# Рокета Скало (Фођа)
Рокета Скало (итал. Rocchetta Scalo) је насеље у Италији у округу Фођа, региону Апулија.
Према процени из 2011. у насељу је живело 1 становника. Насеље се налази на надморској висини од 220 м.